# Defis
Defis – polska grupa disco polo pochodząca z Wojsławic, założona przez Dariusza Zielińskiego. 
W lutym 2016 zespół z utworem „Lek na życie” zgłosił się do krajowych eliminacji do Konkursu Piosenki Eurowizji.

## Skład[2]
- Karol Zawrotniak – wokalista
- Dariusz Zieliński
- Krzysztof Jasiuk
- Arkadiusz Stałęga

## Dyskografia

### Single
- „Tak bardzo tego chcę” (2014)
- „Wciąż o tobie mam sny” (2015) – złota płyta[3]
- „Euphoria (Euforia)” (oraz Musicloft) (2015)
- „Niespotykany kolor” (2015) – diamentowa płyta[4]
- „Jeden gest” (2015) – 2x platynowa płyta[5]
- „To złamane serce” (2016) – platynowa płyta[6]
- „Będziemy pić” (oraz Musicloft) (2016) – platynowa płyta[7]
- „Lek na życie” (2016) – 2x platynowa płyta[5]
- „Czy ty weźmiesz ze mną ślub” (2017) – złota płyta[8]
- „Zakochane oczy” (oraz Marcin Miller) (2017) – 2x platynowa płyta[6]
- „Róże” (2018) – 3x platynowa płyta[6]
- „Argentyna” (2019) – złota płyta[9]
- „Gorące serce” (2019)[10] – złota płyta[9]
- „Piękny sen” (2020)[11] – platynowa płyta[6]
- „Musisz się starać” (oraz Miły Pan) (2020)[12] – diamentowa płyta[13]
- „Ciebie będę mieć” (2021)[14]
- „Jeszcze raz” (oraz Miły Pan & Bogdan Borowski) (2021)[15] – diamentowa płyta[16]
- „Jeden taniec jedna noc” (oraz Miły Pan, Topky) (2022)[17] – 4x platynowa płyta[18]
- „Tylko czas” (2023)[19]